# Djakow (Adygeja)
Djakow (russisch Дьяков) ist ein Dorf (chutor) in Südrussland. Es gehört zur Republik Adygeja und hat 153 Einwohner (Stand 2019). Im Ort gibt es 2 Straßen.
Dyakov liegt 19 Straßenkilometer nördlich von Tulski (dem Verwaltungszentrum des Rajons). Graschdanski ist der nächstgelegene ländliche Ort. 